# Peter Jurko
Peter Jurko (* 22. září 1967 Nová Lesná) je bývalý slovenský lyžař, sjezdař.

## Lyžařská kariéra
Na XV. ZOH v Calgary 1988 reprezentoval Československo v alpském lyžování. Ve slalomu skončil na 13. místě, ve sjezdu skončil na 29. místě, v super-G na 27. místě, v obřím slalomu na 33. místě a v kombinaci obsadil 5. místo. Na XVI. ZOH v Albertville 1992 skončil v super-G na 39. místě, ve slalomu na 25. místě, v obřím slalomu na 37. místě a závod v kombinaci nedokončil. Nejlepšího výsledku na mistrovství světa dosáhl 11. místem ve slalomu ve Vailu 1989.